# Meredosia (Illinois)
Meredosia est un village situé au nord-ouest du comté de Morgan dans l'Illinois, aux États-Unis,. Il est incorporé le 15 mars 1906.

## Démographie
Lors du recensement de 2010, le village comptait une population de 1 044 habitants. Elle est estimée, en 2016, à 1 004 habitants.

### Source de la traduction
- (en) Cet article est partiellement ou en totalité issu de l’article de Wikipédia en anglais intitulé « Meredosia, Illinois » (voir la liste des auteurs).